# Nazionale maschile di hockey su ghiaccio della Georgia
La nazionale di hockey su ghiaccio maschile della Georgia (საქართველოს ყინულის ჰოკეის ეროვნული ნაკრები) è controllata dalla Federazione di hockey su ghiaccio della Georgia, la federazione georgiana di hockey su ghiaccio, ed è la selezione che rappresenta la Georgia nelle competizioni internazionali di questo sport.